# وسنت ویهر، دردون
وسنت ویهر، دهردون (به انگلیسی: Vasant Vihar, Dehradun) یک منطقهٔ مسکونی در هند است که در Dehradun district واقع شده‌است.

## خصوصیات
وسنت ویهر ۱۱٬۹۸۲ نفر جمعیت دارد و ۱۹۴ متر بالاتر از سطح دریا واقع شده‌است.